# Ділянка дуба звичайного (пам'ятка природи)
Діля́нка ду́ба звича́йного — ботанічна пам'ятка природи місцевого значення в Україні. Розташований у межах Глибоцького району Чернівецької області, на південний захід від південної частини села Валя Кузьмина. 
Площа 4,5 га. Статус присвоєно згідно з рішенням 17-ї сесії обласної ради ХХІІІ скликання від 20.12.2001 року № 171-17/01. Перебуває у віданні ДП «Чернівецький лісгосп» (Кузьмінське лісництво, кв. 20, вид. 3, 14). 
Статус присвоєно для збереження частини лісового масиву з цінними насадженнями дуба звичайного. 